# Levi Strauss & Co.
Pour les articles homonymes, voir Levi Strauss.
Levi Strauss & Co. (prononcé en anglais : /ˌliːvaɪ ˈstɹaʊs/), aussi connu sous son diminutif commercial Levi's, est une marque de vêtements américaine connue mondialement pour ses blue-jeans, dont le Levi's 501.
Elle est fondée en 1853 lorsque Levi Strauss vient à San Francisco en Californie pour ouvrir sur la côte ouest du pays une succursale d'un magasin new-yorkais de l'un de ses frères. 
L'entreprise est initialement une société de commerce de gros et de détail, principalement de tissus, mais également de produits de quincaillerie. Le développement du jeans transformera radicalement la compagnie.
La société était entièrement possédée par les descendants de la famille de Levi Strauss et elle n'était plus cotée en Bourse. Elle est redevenue publique en mars 2019.

## Origine de la marque

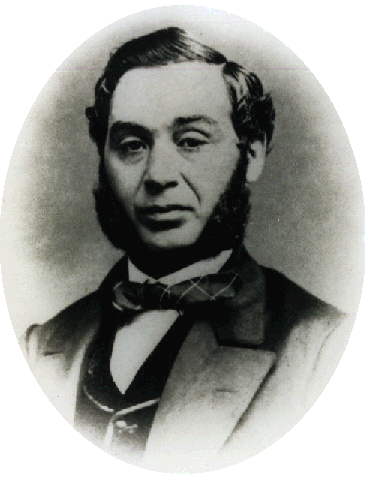
Levi Strauss en 1850

Levi Strauss est un immigré juif allemand, il est à l'origine du jean, un pantalon de toile résistant pratique pour les chercheurs d'or « orpailleurs » ceci lors de la période de la ruée vers l'or aux États-Unis.
En 1853, Levi Strauss quitte le magasin de vêtements qu'il tenait avec ses frères et part de New York pour s'installer à San Francisco et sa propre boutique, c'est le début de la marque Levi Strauss & Co.

Ancien logo de la compagnie.

En 1866, le siège de Levi Strauss & Co. est installé au 14-16 Battery Street, où il reste 40 ans.
En 1872, Jacob Davis, tailleur de Reno dans le Nevada, écrit à Levi Strauss pour lui parler d'un procédé qu'il a inventé pour riveter les coins des poches sur les pantalons d'homme. Il propose de breveter le procédé en commun.
En 1873, Levi Strauss et Jacob Davis obtiennent le brevet pour les rivets sur les pantalons d'homme. Le jean est né.
Dès ses débuts, face au développement de la concurrence, la firme Levi Strauss & Co. va communiquer sur la particularité de son produit, sa supposée supériorité et sur son nom :
- 1886 : positionnement d'une étiquette de cuir au dos du pantalon portant le logo des deux chevaux. Les deux chevaux qui semblent tirer, dans des directions opposées, un pantalon, symbolisant la résistance du produit[8].
  - 1890 : première mention de la désignation 501 pour signaler le modèle haut de la gamme ;
- 1896 : étiquette en forme de bon de garantie jointe à chaque production.

Le 26 septembre 1902, Levi Strauss meurt à l'âge de 73 ans. Ses neveux héritent de l'entreprise.
En 1934, le premier jeans pour femme est commercialisé par Levi's.
En 1936, la fameuse étiquette rouge « Levi's » est ajouté sur la poche arrière de certains jeans, notamment le 501.
En 1952, la fondation Levi's voit le jour.
En 1965, Levi's s'ouvre à l'international en ouvrant des boutiques et des usines en Asie et Europe.
En 1971, la société est introduite en bourse. À l'époque, il s'agissait de l'une des plus importantes introductions en bourse de l'histoire. Les descendants de Levi Strauss ont privatisé l'entreprise dans le cadre d'un rachat d'actions en 1984. Ils ont ensuite procédé à un autre rachat en 1996, qui leur a permis d'acquérir des actions auprès de salariés et d'investisseurs extérieurs, ceci a consolidé encore plus la propriété des descendants de Strauss.
En février 2019, la société dépose auprès de la Securities and Exchange Commission aux États-Unis une demande pour être réintroduite à la Bourse de New York sous le symbole 'LEVI'. Elle a fait son retour le 21 mars 2019.  
En août 2021, Levi's annonce l'acquisition de Beyond Yoga, spécialisé dans les leggings, pour un montant non-dévoilé.
En janvier 2024, Michelle Gass (en) devient PDG de Levi's, faisant suite à Chip Bergh, qui a occupé cette fonction pendant douze années.

## Modèles de jeans

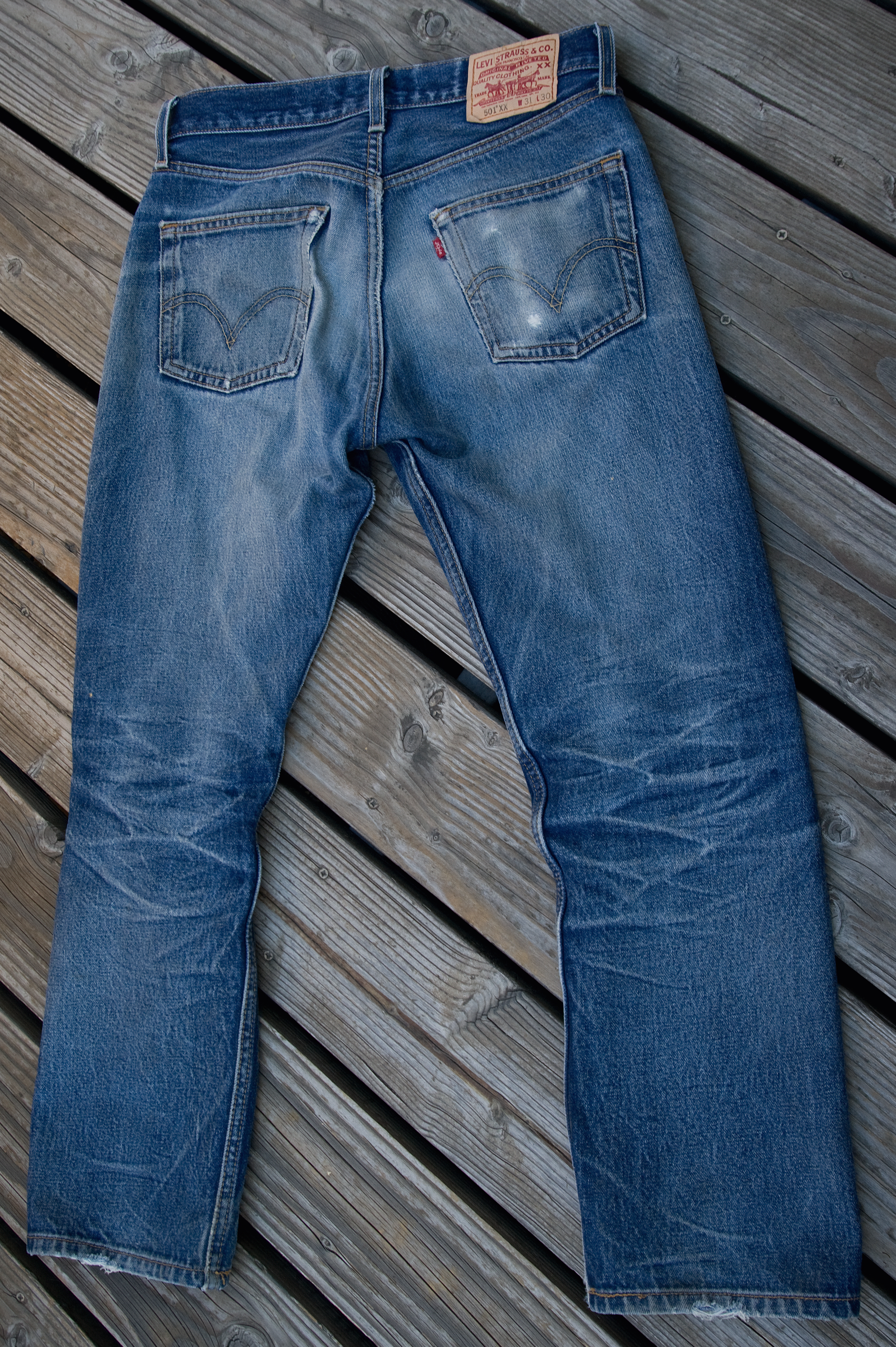
Levi's 501

Principaux modèles de jeans Hommes commercialisés par la marque, disponibles selon les modèles en plusieurs coloris : 
- Levi's 501 : coupe droite originale (original straight), taille normale, jambe droite
- Levi's 504 : coupe droite (straight), taille basse, jambe droite (straight)
- Levi's 506 : coupe droite (straight), taille mi-basse, jambe droite (straight)
- Levi's 508 : coupe droite (straight), taille basse, jambe fuselée (tapered)
- Levi's 510 : coupe très étroite (skinny), taille basse, jambe très droite (skinny)
- Levi's 511 : coupe étroite (slim), taille basse, jambe étroite (slim)
- Levi's 512 : coupe ajustée (slim), taille basse, jambe ajustée (slim)
- Levi's 527 : coupe étroite (slim), taille normale, jambe évasée (bootcut)

## Actionnaires
Liste des principaux actionnaires au 6 octobre 2019.
| Nom                                    | %      |
| T. Rowe Price Associates               | 10,9 % |
| Wells Capital Management               | 10,5 % |
| The Vanguard Group                     | 8,06 % |
| Franklin Advisers                      | 6,37 % |
| Capital Research & Management          | 3,56 % |
| Massachusetts Financial Services       | 3,22 % |
| Putnam Investment Management           | 3,13 % |
| Capital Research & Management          | 2,76 % |
| Federated Global Investment Management | 2,03 % |
| Two Sigma Investments                  | 1,99 % |